# Les Deux Amies (Toulouse-Lautrec)
Pour les articles homonymes, voir Les Deux Amies.
Les Deux Amies est un tableau, mesurant 64,5 × 84 cm, peint par Henri de Toulouse-Lautrec en 1895. Il est conservé à la Fondation et Collection Emil G. Bührle de Zurich en Suisse. Il représente un couple lesbien de deux femmes, désignées sous l'euphémisme d'« amies ».

## Description
Toulouse-Lautrec a réalisé à la fin du XIXe siècle plusieurs tableaux intitulés Les Deux Amies :
- Au lit (1892), gouache sur carton, 53 × 34 cm, Fondation et Collection Emil G. Bührle[1]
- Les Deux Amies (1895), gouache sur carton, 64 × 84 cm, Fondation et Collection Emil G. Bührle[2]

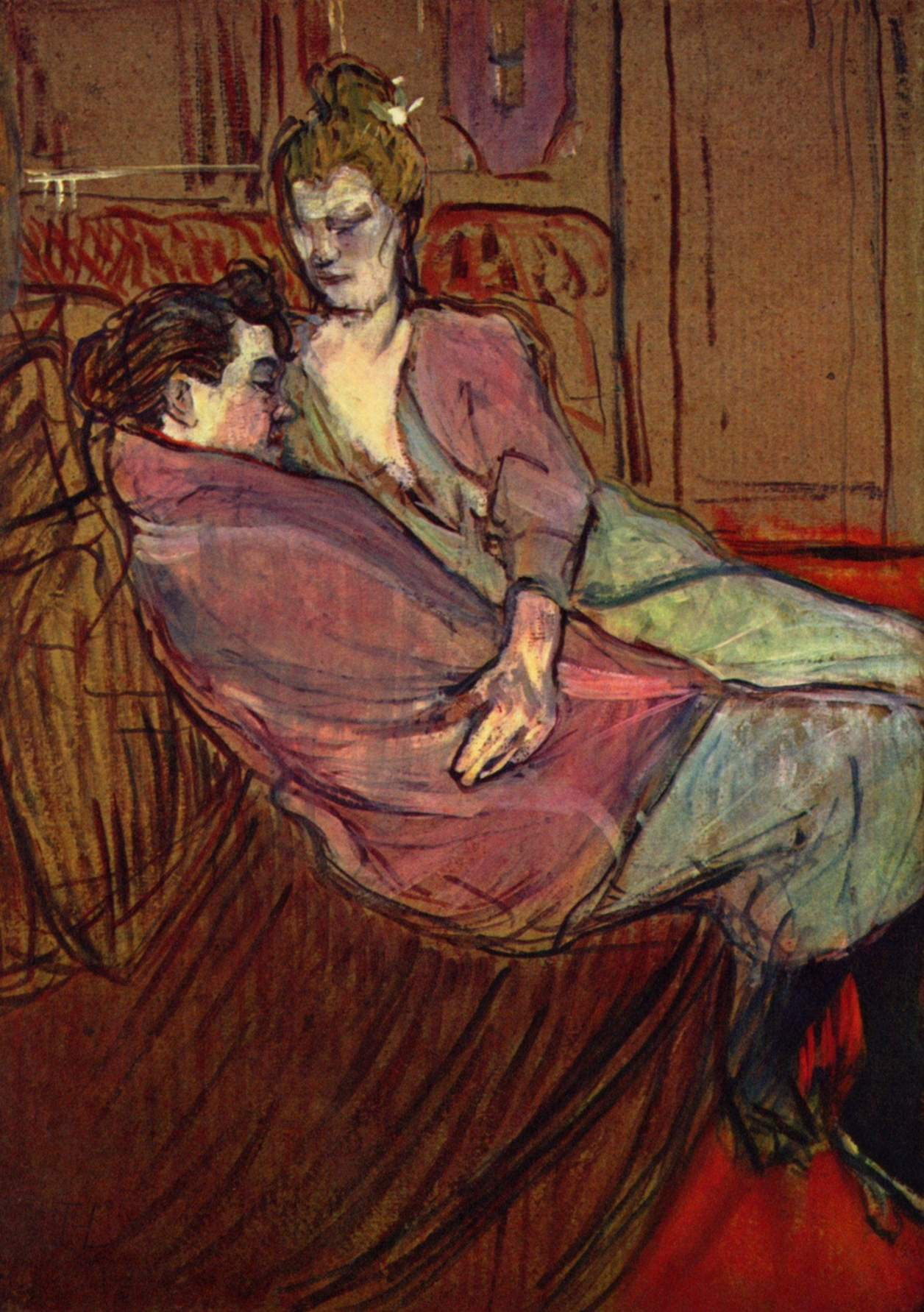
Les Deux Amies 1894
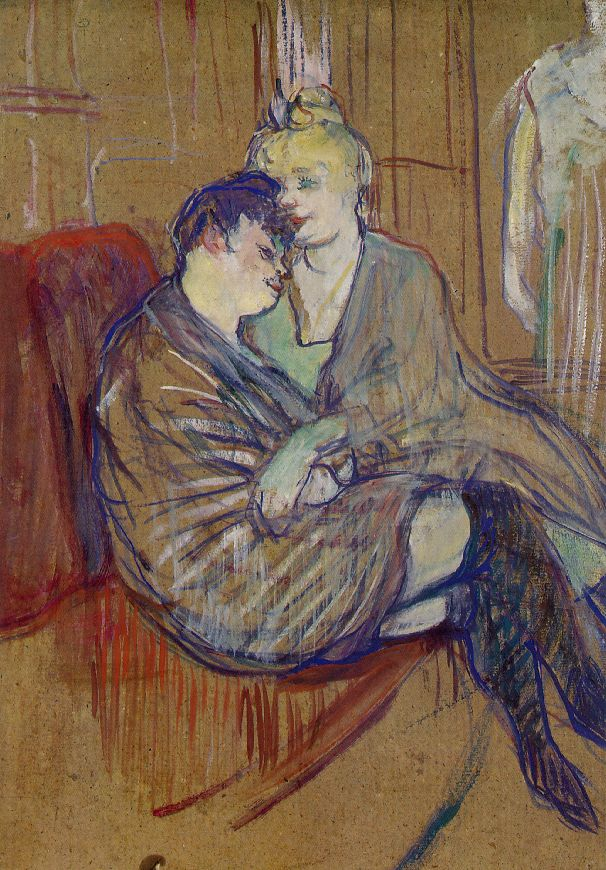
Les Deux Amies 1894
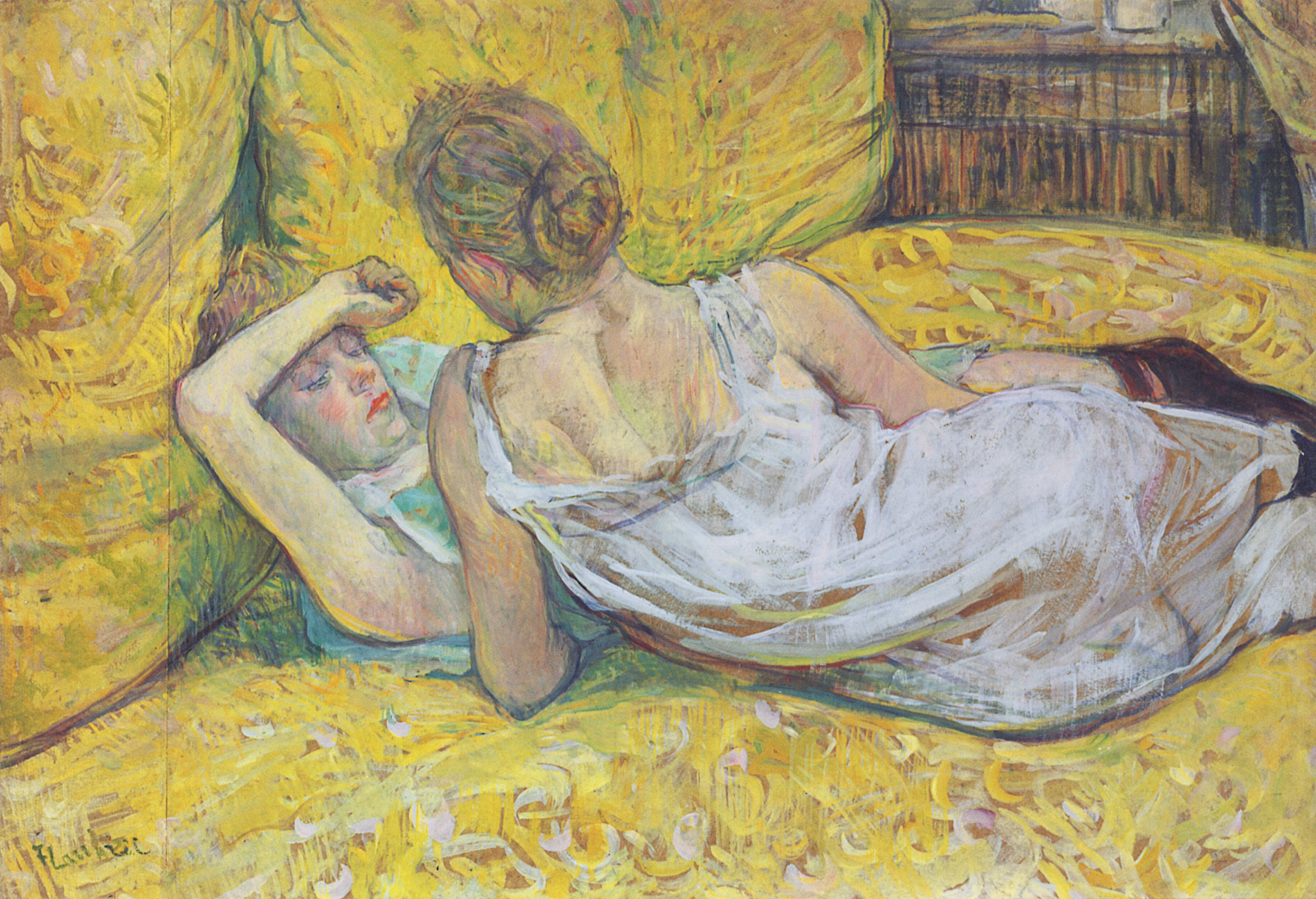
L'Abandon / Les Deux Amies 1894-1895
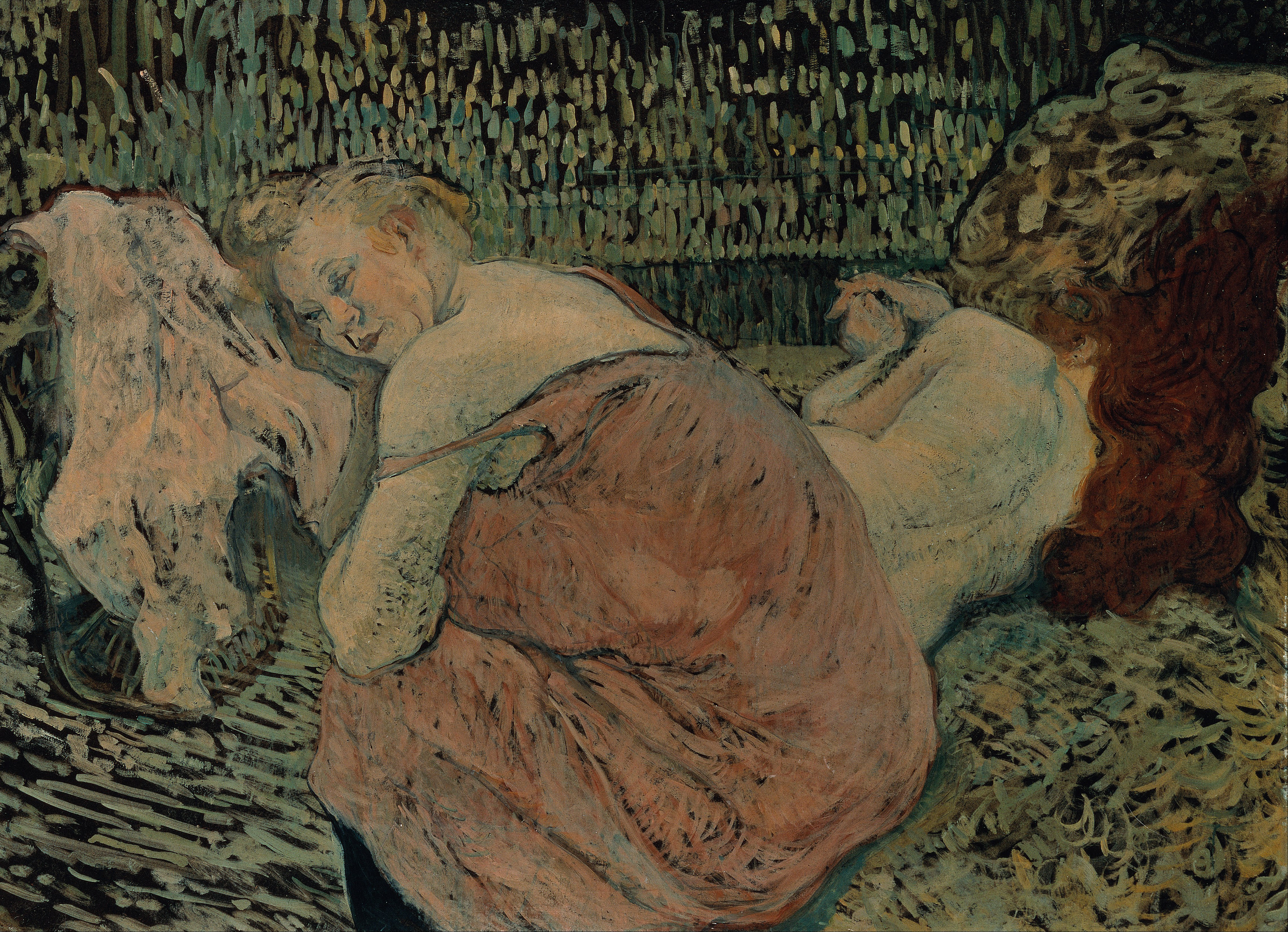
Deux Amies 1895